# Ramkvilla
Ramkvilla is een plaats in de gemeente Vetlanda in het landschap Småland en de provincie Jönköpings län in Zweden. De plaats heeft 160 inwoners (2004) en een oppervlakte van 37 hectare. De plaats ligt bij het meer Örken.